# Andrea Bertolacci
Andrea Bertolacci (Roma, 11 gennaio 1991) è un ex calciatore italiano, di ruolo centrocampista.

## Biografia
Il 23 dicembre 2015 sposa l'attrice Nicole Murgia (sorella maggiore del calciatore professionista Alessandro Murgia), dopo quattro anni di fidanzamento. La coppia ha due figli, ma, in seguito, si separa.

## Caratteristiche tecniche
Bertolacci è un centrocampista completo, ed ha ricoperto in carriera il ruolo di mezzala e di trequartista. Dotato di ottima tecnica e tempi di inserimento che lo rendono efficace sottoporta, ha tuttavia avuto dei cali di rendimento per via di molteplici infortuni.

## Carriera

### Club

#### Gli inizi, Lecce
Proveniente dalle giovanili della Roma, il 4 gennaio 2010 viene ceduto in prestito al Lecce in Serie B. Sotto la direzione dell'allenatore Luigi De Canio esordisce tra i professionisti ottenendo 6 presenze in campionato e la promozione nella massima serie.
Il 27 ottobre seguente sigla la sua prima rete da professionista sbloccando il risultato nella gara di Coppa Italia vinta 3 a 2 dal Lecce contro il Siena. Il 21 novembre, a 19 anni, esordisce in Serie A in Lecce-Sampdoria (2-3). Il 20 febbraio 2011 realizza la sua prima rete in Serie A contro la Juventus. Il 3 aprile seguente segna la sua prima doppietta in Serie A, contro l'Udinese.
Il 22 giugno il Lecce esercita il diritto di riscatto per la compartecipazione del giocatore. Il 24 giugno la società romana ha fatto valere il diritto di contro-opzione, per 0,5 milioni di euro, facendo tornare il giocatore alla base. Il 23 agosto torna al Lecce con la formula del prestito secco. Il 20 novembre segna il suo primo gol stagionale nella partita Roma-Lecce (2-1). Il 2 maggio 2012 sigla la rete del pareggio contro la Juventus allo Stadium, sfruttando una grave ingenuità di Buffon; la gara poi terminò 1 a 1.

#### Genoa
Il 16 luglio 2012 ha rinnovato il suo contratto con la Roma per altri cinque anni per poi passare il 19 luglio in compartecipazione al Genoa. Debutta con la maglia rossoblù il 16 settembre alla terza giornata di campionato contro la Juventus. Segna il suo primo gol nel Genoa l'11 novembre al Napoli, gara terminata 4 a 2 per i partenopei. Il 20 giugno 2013 viene rinnovata la comproprietà tra Genoa e Roma. Chiude la sua prima stagione in rossoblù raccogliendo 29 presenze e 4 reti.
Nella stagione seguente scende in campo il 17 agosto 2013 in occasione della sconfitta ai tiri di rigore, dopo il 2-2 dei tempi regolamentari, in Coppa Italia contro lo Spezia. Esordisce poi in campionato il 25 agosto successivo, nella trasferta di Milano contro l'Inter. Il 15 dicembre segna il suo primo gol stagionale, firmando il momentaneo vantaggio nella partita pareggiata 1-1 contro l'Atalanta. Il 6 gennaio 2014 segna il secondo stagionale segnando il definitivo 2-0 contro il Sassuolo che porta il Genoa a raggiungere le 500 vittorie di Serie A con la formula del girone unico. Conclude la sua seconda stagione al Genoa totalizzando 26 presenze e 2 reti.
Il 20 giugno 2014 viene rinnovata la comproprietà tra Genoa e Roma. Dopo essere sceso in campo il 24 agosto contro il Lanciano nel terzo turno preliminare della Coppa Italia, esordisce in campionato il 14 settembre in trasferta contro la Fiorentina. Mette a segno il suo primo gol stagionale il 20 ottobre portando momentaneamente in vantaggio i rossoblù nella partita poi pareggiata 1-1 contro l'Empoli. Il 2 novembre, subentrando al 60º minuto nel corso dell'incontro Udinese-Genoa, taglia il traguardo delle 100 presenze in Serie A. Il 29 aprile 2015 porta in vantaggio la squadra rossoblù contro il Milan nella partita poi vinta 3-1, contribuendo così a riportare il Genoa ad una vittoria che contro i rossoneri al Meazza non arrivava dal 1958. Termina il campionato con 34 presenze e 6 gol, superando così il suo record personale di reti stagionali.

#### Milan

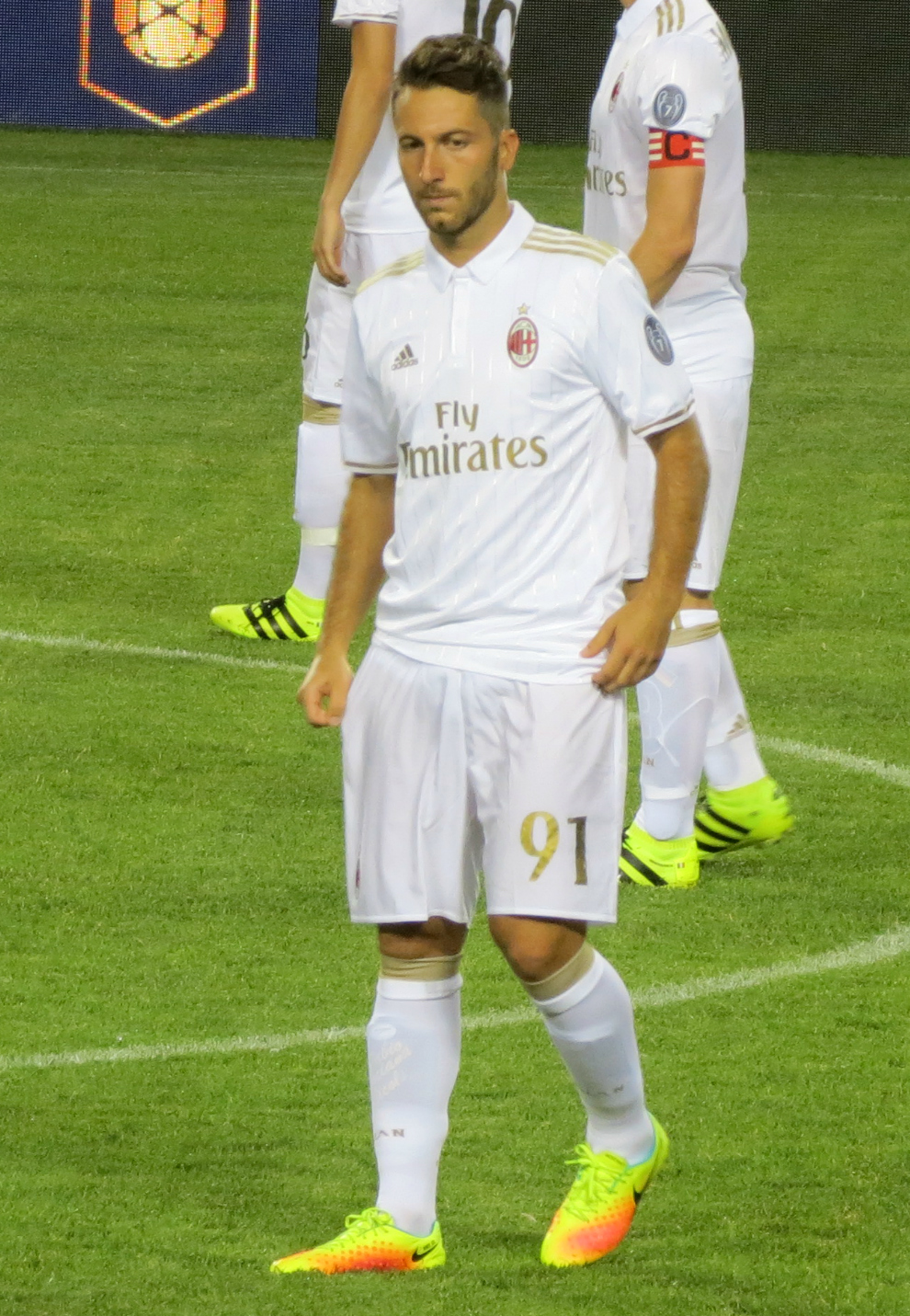
Bertolacci al Milan nell'estate del 2016

Il 23 giugno la Roma riscatta dal Genoa la seconda metà del cartellino del giocatore per 8,5 milioni di euro. Sei giorni dopo Bertolacci passa a titolo definitivo al Milan per 20 milioni di euro, firmando un contratto fino al 30 giugno 2019 e scegliendo di indossare la maglia numero 91. Esordisce con la squadra rossonera il 17 agosto seguente, nella partita di Coppa Italia vinta per 2-0 a San Siro contro il Perugia. Sei giorni dopo esordisce in campionato nella sconfitta esterna per 2-0 contro la Fiorentina. Il 1º novembre 2015 segna il suo primo gol in maglia rossonera nella vittoria esterna per 1-3 contro la Lazio.
Il 23 dicembre 2016 vince la Supercoppa italiana 5-4 ai rigori contro la Juventus a Doha, mentre il 16 gennaio 2017 torna al gol in campionato, che mancava da più di un anno, nel pareggio per 2-2 contro il Torino.

#### Ritorno in prestito al Genoa
Il 15 luglio 2017 viene ufficializzato il suo ritorno al Genoa con la formula del prestito. Fa il suo secondo esordio in maglia rossoblù il 13 agosto successivo, in occasione della sfida casalinga di Coppa Italia vinta 2-1 contro il Cesena. Torna al gol in rossoblù il 12 dicembre seguente, nella sconfitta interna contro l'Atalanta per 1-2.

#### Ritorno al Milan e Sampdoria
Terminato il prestito rientra al Milan, dove viene scelto nella seconda formazione di Gattuso. Gioca la sua prima partita contro il Dudelange vinta 1-0 dai rossoneri. A fine stagione, dopo aver collezionato solo 4 presenze in Europa League ed in scadenza di contratto, rimane svincolato. Chiude la carriera rossonera totalizzando 52 presenze e 2 reti.
L'8 ottobre 2019 passa alla Sampdoria con cui firma un contratto fino a giugno 2020. Esordisce con i blucerchiati il 20 ottobre, in occasione del pareggio casalingo con la Roma (0-0) e giocherà in tutto 12 partite di campionato. A fine stagione rimane nuovamente svincolato.

#### Esperienze in Turchia: Fatih Karagumruk e Kayserispor
Il 23 dicembre 2020 trova l'accordo con il Fatih Karagümrük, squadra della massima serie turca. Dopo due buone mezze stagioni con il club di Istanbul, il 15 gennaio 2022, firma un contratto con la squadra del Kayserispor, sempre nella massima serie turca. Tuttavia, nel dicembre seguente rescinde unilateralmente il proprio contratto con il club, rivolgendosi alla FIFA per ottenere il pagamento dello stipendio degli altri due anni e mezzo di contratto.
Pochi giorni dopo, si unisce nuovamente al Fatih Karagümrük, tornando così ad Istanbul.

#### Cremonese e ritorno in prestito al Fatih Karagumruk
Rimasto svincolato al termine della stagione 2022-2023, il 21 luglio 2023 Bertolacci si unisce ufficialmente alla Cremonese, appena retrocessa in Serie B, con cui firma un contratto biennale con opzione di rinnovo. Il 31 ottobre segna la sua prima rete con i grigiorossi nella sfida contro il Cittadella in Coppa Italia, vinta dopo i supplementari per 2-1.
Il 29 dicembre 2023, dopo la prima parte di stagione con i grigiorossi, viene ceduto in prestito fino al 30 giugno 2024 ai turchi del Fatih Karagümrük, tornando di nuovo nel club rossonero.

### Nazionale

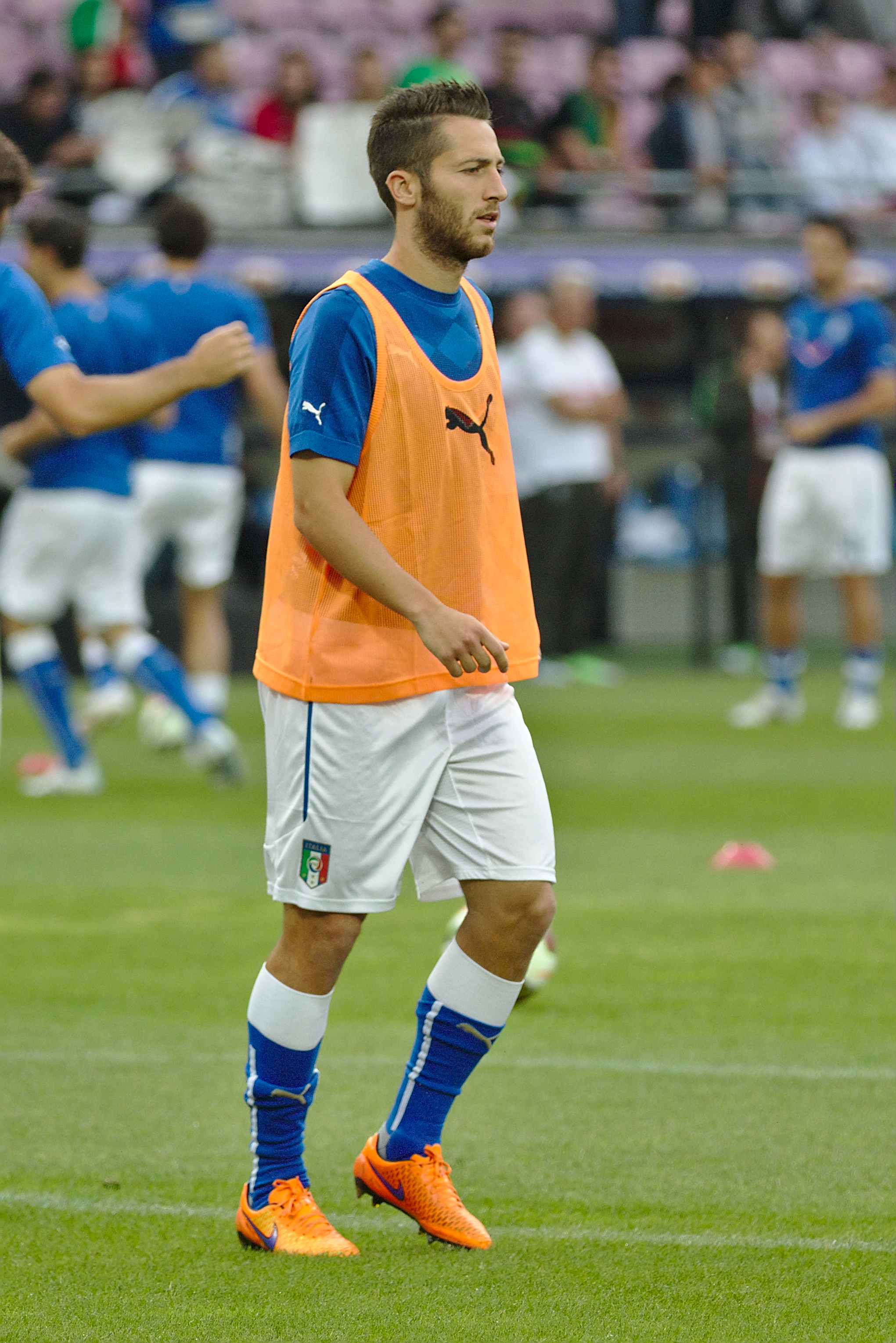
Bertolacci con la nazionale italiana

Svolge tutta la trafila delle nazionali giovanili e con l'Under-19 nel 2010 prende parte all'Europeo di categoria.
Il 10 agosto 2011 esordisce in nazionale Under-21, giocando titolare nella partita amichevole Italia-Svizzera (1-1) disputata a Varese. Partecipa all'Europeo Under-21 in Israele nel 2013 e l'11 giugno 2013 segna il suo primo gol con la maglia azzurra nella terza partita del campionato europeo, nella partita contro la Norvegia terminata 1-1.
Dal 10 al 12 marzo 2014 è stato convocato dal CT della nazionale maggiore Cesare Prandelli per uno stage organizzato allo scopo di visionare i giovani giocatori più interessanti del campionato, venendo riconfermato per il raduno successivo del 14 e 15 aprile.
Il 10 novembre 2014 viene convocato da Antonio Conte per le gare contro la Croazia e l'Albania e il 18 novembre, a 23 anni, esordisce in nazionale nella partita amichevole contro la nazionale albanese disputata a Genova.

## Statistiche

### Presenze e reti nei club
Statistiche aggiornate al 22 Marzo 2024'
| Stagione                | Club                    | Campionato              | Campionato | Campionato | Coppe nazionali | Coppe nazionali | Coppe nazionali | Coppe continentali | Coppe continentali | Coppe continentali | Altre coppe | Altre coppe | Altre coppe | Totale | Totale |
| Stagione                | Club                    | Comp                    | Pres       | Reti       | Comp            | Pres            | Reti            | Comp               | Pres               | Reti               | Comp        | Pres        | Reti        | Pres   | Reti   |
| ----------------------- | ----------------------- | ----------------------- | ---------- | ---------- | --------------- | --------------- | --------------- | ------------------ | ------------------ | ------------------ | ----------- | ----------- | ----------- | ------ | ------ |
| gen.-giu. 2010          | Lecce                   | B                       | 6          | 0          | CI              | -               | -               | -                  | -                  | -                  | -           | -           | -           | 6      | 0      |
| 2010-2011               | Lecce                   | A                       | 9          | 3          | CI              | 1               | 1               | -                  | -                  | -                  | -           | -           | -           | 10     | 4      |
| 2011-2012               | Lecce                   | A                       | 28         | 3          | CI              | 0               | 0               | -                  | -                  | -                  | -           | -           | -           | 28     | 3      |
| Totale Lecce            | Totale Lecce            | Totale Lecce            | 43         | 6          |                 | 1               | 1               |                    | -                  | -                  |             | -           | -           | 44     | 7      |
| 2012-2013               | Genoa                   | A                       | 29         | 4          | CI              | 0               | 0               | -                  | -                  | -                  | -           | -           | -           | 29     | 4      |
| 2013-2014               | Genoa                   | A                       | 25         | 2          | CI              | 1               | 0               | -                  | -                  | -                  | -           | -           | -           | 26     | 2      |
| 2014-2015               | Genoa                   | A                       | 34         | 6          | CI              | 1               | 0               | -                  | -                  | -                  | -           | -           | -           | 35     | 6      |
| 2015-2016               | Milan                   | A                       | 27         | 1          | CI              | 3               | 0               | -                  | -                  | -                  | -           | -           | -           | 30     | 1      |
| 2016-2017               | Milan                   | A                       | 15         | 1          | CI              | 2               | 0               | -                  | -                  | -                  | SI          | 1           | 0           | 18     | 1      |
| 2017-2018               | Genoa                   | A                       | 33         | 1          | CI              | 1               | 0               | -                  | -                  | -                  | -           | -           | -           | 34     | 1      |
| Totale Genoa            | Totale Genoa            | Totale Genoa            | 121        | 13         |                 | 3               | 0               |                    | -                  | -                  |             | -           | -           | 124    | 13     |
| 2018-2019               | Milan                   | A                       | 0          | 0          | CI              | 0               | 0               | UEL                | 4                  | 0                  | SI          | 0           | 0           | 4      | 0      |
| Totale Milan            | Totale Milan            | Totale Milan            | 42         | 2          |                 | 5               | 0               |                    | 4                  | 0                  |             | 1           | 0           | 52     | 2      |
| 2019-2020               | Sampdoria               | A                       | 12         | 0          | CI              | 0               | 0               | -                  | -                  | -                  | -           | -           | -           | 12     | 0      |
| gen.-giu. 2021          | Fatih Karagümrük        | SL                      | 22         | 2          | TK              | 0               | 0               | -                  | -                  | -                  | -           | -           | -           | 22     | 2      |
| 2021-gen. 2022          | Fatih Karagümrük        | SL                      | 15         | 7          | TK              | 0               | 0               | -                  | -                  | -                  | -           | -           | -           | 15     | 7      |
| gen.-giu. 2022          | Kayserispor             | SL                      | 10         | 1          | TK              | 4               | 0               | -                  | -                  | -                  | -           | -           | -           | 14     | 1      |
| lug.-nov. 2022          | Kayserispor             | SL                      | 7          | 1          | TK              | 1               | 0               | -                  | -                  | -                  | -           | -           | -           | 8      | 1      |
| Totale Kayserispor      | Totale Kayserispor      | Totale Kayserispor      | 17         | 2          |                 | 5               | 0               |                    | -                  | -                  |             | -           | -           | 22     | 2      |
| gen.-giu. 2023          | Fatih Karagümrük        | SL                      | 19         | 1          | TK              | 2               | 0               | -                  | -                  | -                  | -           | -           | -           | 21     | 1      |
| lug.-dic. 2023          | Cremonese               | B                       | 6          | 0          | CI              | 2               | 1               | -                  | -                  | -                  | -           | -           | -           | 8      | 1      |
| gen.-giu. 2024          | Fatih Karagümrük        | SL                      | 11         | 0          | TK              | 3               | 0               | -                  | -                  | -                  | -           | -           | -           | 9      | 0      |
| Totale Fatih Karagümrük | Totale Fatih Karagümrük | Totale Fatih Karagümrük | 67         | 10         |                 | 5               | 0               |                    | -                  | -                  |             | -           | -           | 67     | 10     |
| Totale carriera         | Totale carriera         | Totale carriera         | 308        | 33         |                 | 21              | 2               |                    | 4                  | 0                  |             | 1           | 0           | 329    | 35     |

### Cronologia presenze e reti in nazionale
| Cronologia completa delle presenze e delle reti in nazionale ― Italia | Cronologia completa delle presenze e delle reti in nazionale ― Italia | Cronologia completa delle presenze e delle reti in nazionale ― Italia | Cronologia completa delle presenze e delle reti in nazionale ― Italia | Cronologia completa delle presenze e delle reti in nazionale ― Italia | Cronologia completa delle presenze e delle reti in nazionale ― Italia | Cronologia completa delle presenze e delle reti in nazionale ― Italia | Cronologia completa delle presenze e delle reti in nazionale ― Italia |
| Data                                                                  | Città                                                                 | In casa                                                               | Risultato                                                             | Ospiti                                                                | Competizione                                                          | Reti                                                                  | Note                                                                  |
| --------------------------------------------------------------------- | --------------------------------------------------------------------- | --------------------------------------------------------------------- | --------------------------------------------------------------------- | --------------------------------------------------------------------- | --------------------------------------------------------------------- | --------------------------------------------------------------------- | --------------------------------------------------------------------- |
| 18-11-2014                                                            | Genova                                                                | Italia                                                                | 1 – 0                                                                 | Albania                                                               | Amichevole                                                            | -                                                                     | 71’                                                                   |
| 28-3-2015                                                             | Sofia                                                                 | Bulgaria                                                              | 2 – 2                                                                 | Italia                                                                | Qual. Euro 2016                                                       | -                                                                     | 72’                                                                   |
| 16-6-2015                                                             | Ginevra                                                               | Italia                                                                | 0 – 1                                                                 | Portogallo                                                            | Amichevole                                                            | -                                                                     | 76’                                                                   |
| 3-9-2015                                                              | Firenze                                                               | Italia                                                                | 1 – 0                                                                 | Malta                                                                 | Qual. Euro 2016                                                       | -                                                                     | 55’                                                                   |
| 13-10-2015                                                            | Roma                                                                  | Italia                                                                | 2 – 1                                                                 | Norvegia                                                              | Qual. Euro 2016                                                       | -                                                                     | 68’                                                                   |
| Totale                                                                |                                                                       | Presenze                                                              | 5                                                                     |                                                                       | Reti                                                                  | 0                                                                     |                                                                       |

## Palmarès

### Club

#### Competizioni nazionali
- Campionato italiano di Serie B: 1

Lecce: 2009-2010
- Supercoppa italiana: 1

Milan: 2016